# Wail

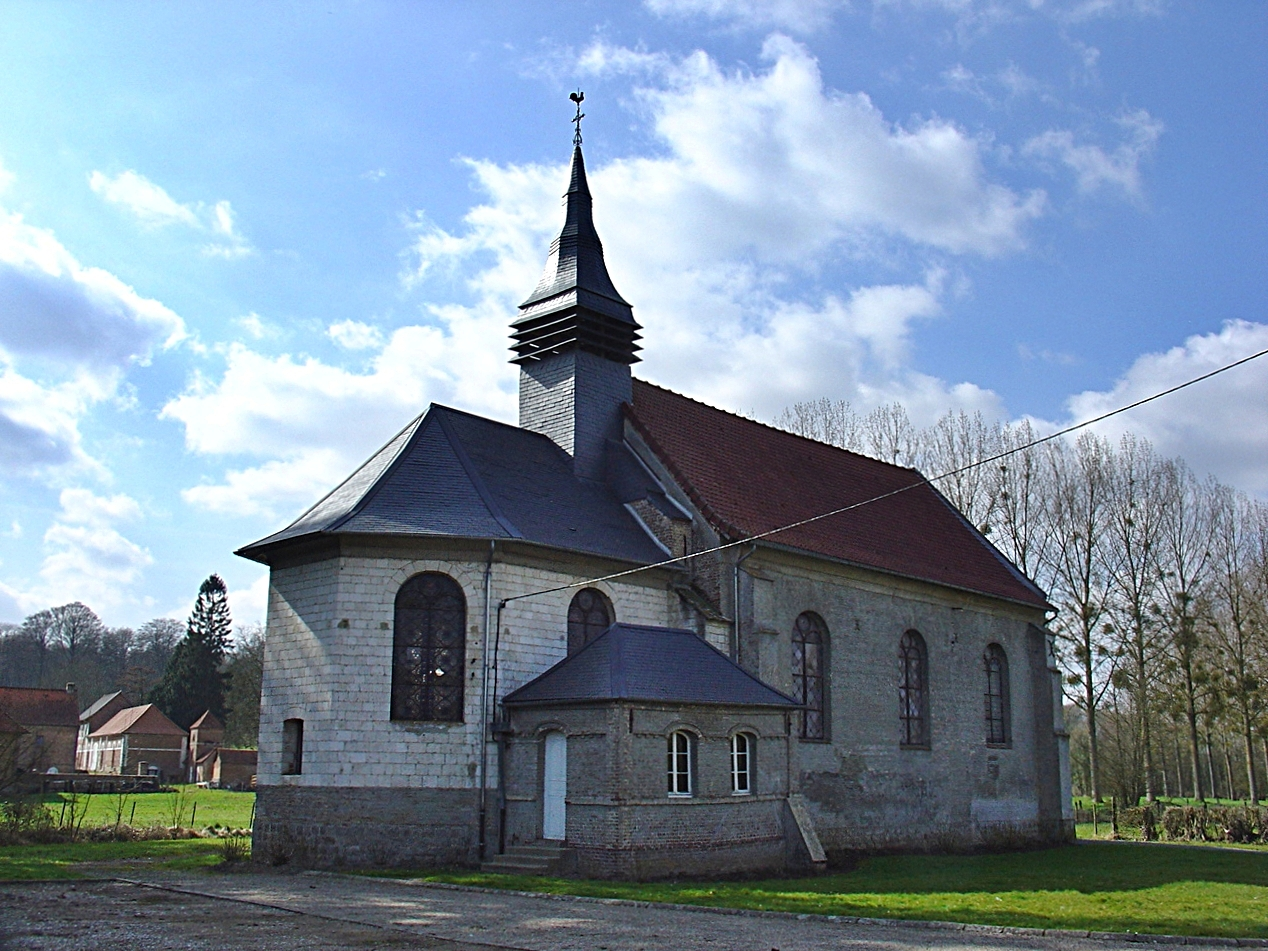
Nhà thờ Saint-Martin.

Wail là một xã ở tỉnh Pas-de-Calais, vùng Hauts-de-France của Pháp.

## Địa lý
Wail có cự ly 21 dặm Anh (33 km) về phía đông nam Montreuil-sur-Mer, tại giao lộ đường D98 và D340, 4 dặm Anh (6 km) về phía đông Hesdin.

## Dân số
| 1962                                                         | 1968 | 1975 | 1982 | 1990 | 1999 | 2006 |
| ------------------------------------------------------------ | ---- | ---- | ---- | ---- | ---- | ---- |
| 269                                                          | 304  | 315  | 278  | 224  | 265  | 256  |
| Số liệu điều tra dân số từ năm 1962: Dân số không tính trùng |      |      |      |      |      |      |

## Địa điểm nổi bật
- Nhà thờ St. Martin, thế kỷ 18.